# BDŽ 400.76
Die BDŽ 40076 (fallweise auch in der Form 400.76 geschrieben) war eine Dampflokomotive der bulgarischen Staatsbahn Balgarski Darschawni Schelesnizi (BDŽ) aus dem Jahr 1920, die für den Dienst auf der in Bosnischer Spurweite ausgeführten Schmalspurbahnen von der Firmen Henschel gebaut wurde und stets bei der Schmalspurbahn in Červen Brjag als Rangierlokomotive eingesetzt wurde.

## Geschichte
Noch vor den Lokomotiven 176 bis 1076 lieferte Henschel eine vierachsige Tenderlokomotive. Sie wurde mit der Fabriknummer 18039 ausgeliefert, hatte ein Gewicht von 19 t und eine Höchstgeschwindigkeit von 20 km/h.
Auf Grund ihrer niedrigen Geschwindigkeit war die Lokomotive ihr ganzes Betriebsdasein nur in Červen Brjag eingesetzt und versah dort die Rangierdienste. Die Lokomotive war bis 1967 im Einsatz.
Weitere Informationen über die Lokomotive sind nicht bekannt. 